# Idioma suajili
El suajili (en idioma propio: kiswahili), también llamado suajilí, suahelí o swahili, es una lengua africana hablada sobre todo en Tanzania y en Kenia, y en zonas limítrofes de Uganda, Mozambique, República Democrática del Congo, Ruanda, Burundi, Somalia, Zambia, Malaui y el norte de Madagascar.
Pertenece al grupo de las lenguas bantúes, que forman parte de la familia de lenguas níger-congo. A pesar de su condición de lengua africana, ha recibido una fuerte influencia del árabe y, en los últimos dos siglos, del inglés y del portugués; este último en menor medida (bendera, meza, mvinyo, limau, por «bandera», «mesa», «vino» y «limón»). Estas influencias se reducen, sin embargo, al vocabulario, pues la gramática sigue siendo absolutamente bantú.
Durante los siglos, el suajili ha perdido la distinción de tonos. Se trata de una lengua con una gramática (sistema de clases) muy regular y una equivalencia absoluta entre grafía y pronunciación. La pronunciación de las vocales y casi todas las consonantes es muy similar a la del español.

## Historia

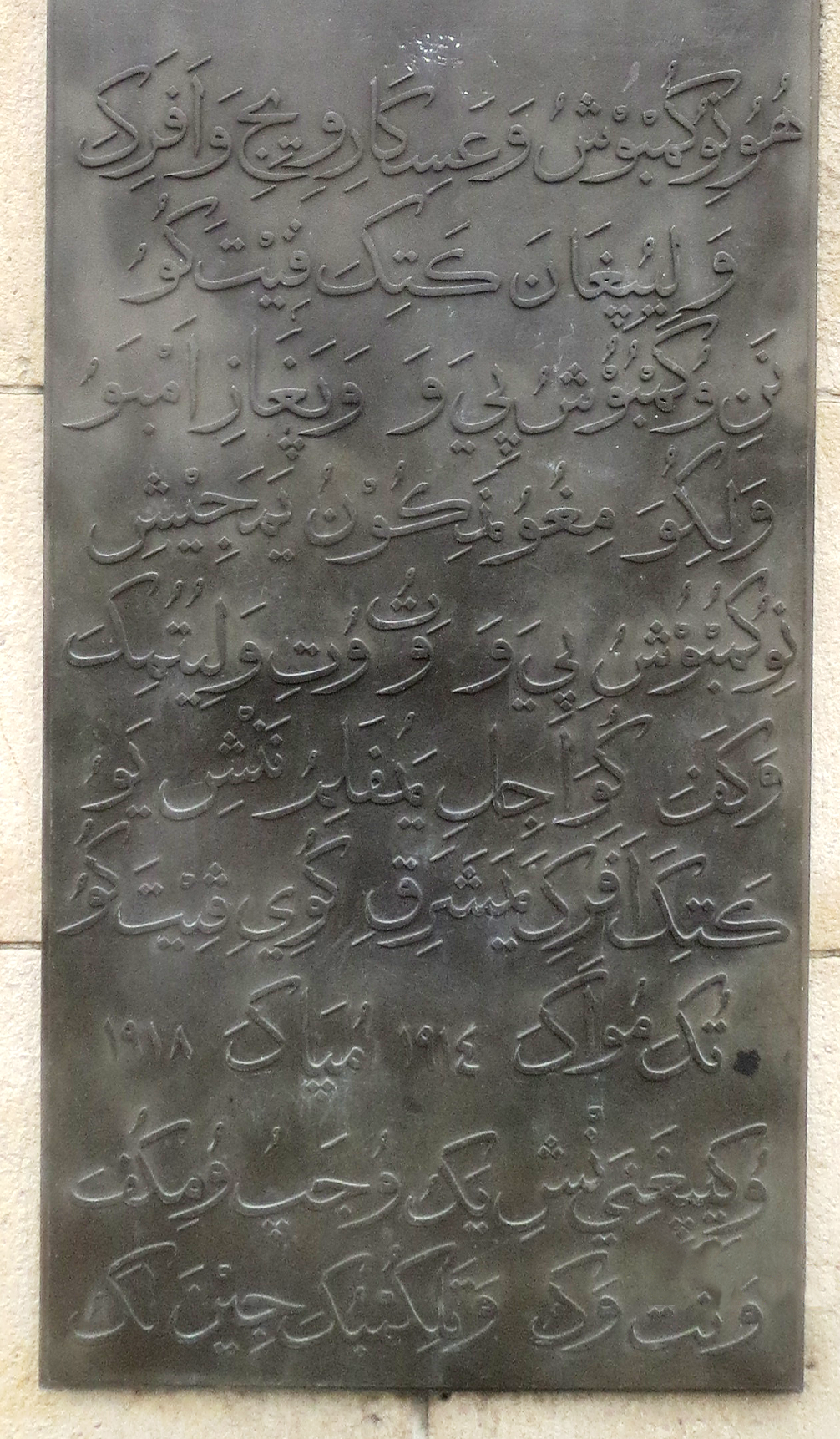
Suajili escrito con caracteres arábigos (ajami) en la placa memorial en el Monumento Askari, Dar es Salaam (1927)

### Etimología
El origen de la palabra suajili es su equivalente fonético en árabe: سَاحِل sāħil = «costa», plural roto سَوَاحِل sawāħil = «costas», سَوَاحِلِىّ sawāħilï = «de costas».

### Origen
El núcleo de la lengua suajili tiene su origen en las  lenguas bantúes de la costa de África oriental. Gran parte del vocabulario bantú del suajili tiene cognados en las lenguas Pokomo, Taita y Mijikendas y, en menor medida, otras  lenguas bantúes del este de África. Aunque las opiniones varían en cuanto a los detalles, históricamente se ha afirmado que alrededor del 20% del vocabulario suajili deriva de palabras prestadas, la gran mayoría  árabe, pero también de otras lenguas que han contribuido, como la persa, la hindustani, la portuguesa y la malaya.
| Donor languages                    | Percentage |
| ---------------------------------- | ---------- |
| Árabe (principalmente Árabe omaní) | 16.3-20%   |
| Inglés                             | 4.6%       |
| Portugués                          | 0.9-1.0%   |
| Hindi                              | 0.7-3.9%   |
| Persa                              | 0.4-3.4%   |
| Malgache                           | 0.2-0.4%   |

El árabe omaní es la fuente de la mayoría de los préstamos árabes en suajili. En el texto «Early Swahili History Reconsidered», sin embargo, Thomas Spear señaló que el suajili conserva una gran cantidad de gramática, vocabulario y sonidos heredados de las lengua sabaki. De hecho, teniendo en cuenta el vocabulario cotidiano, utilizando listas de cien palabras, el 72-91% fue heredado de las lenguas sabakis (que se señala como lengua madre) mientras que el 4-17% eran palabras prestadas de otras lenguas africanas. Sólo el 2-8% procedía de lenguas no africanas, y los préstamos de palabras árabes constituían una fracción del 2-8%. Según otras fuentes, alrededor del 35% del vocabulario suajili procede del árabe. Lo que tampoco se tuvo en cuenta fue que un buen número de los términos prestados tenían equivalentes nativos. El uso preferente de palabras árabes prestadas es frecuente en la costa, donde los nativos, en una muestra cultural de proximidad o descendencia de la cultura árabe, prefieren utilizar palabras prestadas, mientras que los nativos del interior tienden a utilizar los equivalentes nativos. Originalmente se escribía en una versión del alfabeto árabe llamada ajami.
Los primeros documentos conocidos escritos en suajili son unas cartas escritas en Kilwa, Tanzania, en 1711 en escritura árabe que fueron enviadas a los portugueses de Mozambique y a sus aliados locales. Las cartas originales se conservan en los Archivos Históricos de Goa, India.

## Clasificación
El suajili es una lengua bantú de la rama sabaki. En la Clasificación geográfica de Guthrie, el suajili se encuentra en la zona G de las lenguas bantúes, mientras que las otras lenguas sabaki están en la zona E70, comúnmente bajo el nombre de nyika. Los lingüistas históricos no consideran que la influencia árabe en el suajili sea significativa, ya que la influencia árabe se limita a los elementos léxicos, la mayoría de los cuales se han tomado prestados sólo desde 1500, mientras que la estructura gramatical y sintáctica de la lengua es típicamente bantú.

## Glotónimo
El autoglotónimo swahili, procedente del término árabe sawāhil (‘costas’), significa ‘costero’ y se aplicó a los habitantes de la costa de África Oriental dependientes del antiguo Sultanato de Omán (desde Kilwa hasta Berbera). Debido a que esta grafía resulta extraña en español, es habitual adaptar el término como suajili o suahelí. El Diccionario de la Real Academia Española en la 22.ª edición publicada en 2001 incorporó este nombre en la forma swahili, y la edición en línea (2019) incluye los dos términos, aunque la forma swahili remite a suajili, donde se da la definición. El Diccionario panhispánico de dudas (2005) propone el uso de «suajili» como adaptación a la ortografía española. Algunos libros en español sobre lingüística prefieren la adaptación «suahelí». El nombre del idioma en la propia lengua es kiswahili. El prefijo ki- se añade a topónimos para referirse a la lengua de estos. Por ejemplo, de la palabra -hispania (España) se forma kihispania (español).

### Orígenes
Su origen es impreciso y debe situarse en el contacto en la costa africana del océano Índico, en particular en la isla de Zanzíbar, entre comunidades bantúes, árabes y persas, que dio origen a la civilización suajili entre los siglos VIII y XII de la era cristiana. El suajili tiene literatura escrita en alfabeto árabe desde el siglo XVIII usando el alfabeto ajami. Una de las primeras obras conocidas en suajili es un poema épico titulado «Utenzi wa Tambuka» («La Canción de Tambuka»), datado de 1728.

### Situación actual
Es lengua oficial de Uganda, Tanzania y Kenia, así como de la Unión Africana (junto con el inglés, el francés, el árabe, el español y el portugués). En la República Democrática del Congo tiene la consideración de lengua nacional. Es utilizada por unos 80 millones de personas en el África Oriental y se considera su lingua franca en un territorio donde existen decenas de otras lenguas. Curiosamente, solo el 2 % de la población local la considera su lengua materna en las encuestas sociolingüísticas. Según algunas estimaciones, los hablantes del suajili podrían ser entre 120 y 150 millones de personas.
Se prevé un constante aumento de los hablantes de suajili, merced a la importancia concedida fundamentalmente por las instituciones educativas de Kenia y Tanzania, donde es lengua oficial, así como por el creciente interés por parte de la comunidad afrodescendiente en su estudio y difusión como lengua de construcción panafricana.

### Alfabeto
El suajili se escribió con el alfabeto ajami árabigo hasta el siglo XVIII, pero la forma escrita habitual en la actualidad utiliza el alfabeto latino. La ortografía moderna es altamente fonémica, por lo que su lectura y pronunciación es bastante sencilla, a diferencia del inglés, donde las grafías etimológicas predominan sobre las fonémicas, particularmente en las vocales.

## Instituciones

### Tanzania
Tras la unificación de Tanganica y Zanzíbar en 1964, se estableció el Instituto de Investigación en Kiswahili (TUKI, Taasisi ya Uchunguzi wa Kiswahili), heredero del Comité Interterritorial de la Lengua, establecido en 1930. En 1970 TUKI se integró en la Universidad de Dar es Salaam y, simultáneamente, se fundó el Concilio Nacional del Suajili (BAKITA, Baraza la Kiswahili la Taifa) con el objetivo de desarrollar y promocionar el idioma Suajili como vehículo de integración nacional de Tanzania a través del fomento de un entorno saludable para el desarrollo del suajili, el impulso del uso de la lengua en actividades del gobierno y el mundo empresarial, la coordinación de actividades con otras organizaciones relevantes y la normalización de la lengua.
Por su parte, TUKI ha continuado su actividad de investigación, docencia y publicación desde la Universidad de Dar es Salaam. En 2009 cambió su nombre a Instituto de Estudios del Suajili (TATAKI, Taasisi ya Taaluma za Kiswahili) como parte de una reestructuración de los órganos universitarios, aunque mantiene la nomenclatura «TUKI» como marca pública en sus publicaciones impresas. Sus obras más conocidas son el diccionario de suajili «Kamusi ya Kiswahili Sanifu» (tres ediciones, la última de 2014), el diccionario de inglés-suajili «English-Swahili Dictionary» (dos ediciones, la última de 2001) y el diccionario de suajili-inglés «Kamusi ya Kiswahili-Kiingereza» (2001), obras destacadas por su calidad.

## Descripción lingüística
El suajili es una lengua aglutinante y flexiva, lo que significa que en general cada palabra es claramente segmentable en afijos de significado gramatical bastante preciso.

### Fonología
El inventario fonémico del suajili estándar tiene cinco fonemas vocálicos: /ɑ/, /ɛ/, /i/, /ɔ/, y /u/. No existen diptongos: en combinación de vocales, cada una se pronuncia por separado. Por lo tanto, la palabra chui (leopardo) se pronuncia [tʃu.i], con hiato.
El siguiente cuadro presenta el inventario de consonantes en suajili: entre barras / /, los alófonos; en cursiva, la grafía y entre barras, los fonemas propiamente dichos.
|             |               | Bilabial | Labio- dental | Dental   | Alveolar | Post- alveolar | Palatal       | Velar    | Glotal |
| ----------- | ------------- | -------- | ------------- | -------- | -------- | -------------- | ------------- | -------- | ------ |
| Nasal       | simple        | m /m/    |               |          | n /n/    |                | ny /ɲ/        | ng’ /ŋ/  |        |
| Nasal       | prenasalizada | mb /mb/  |               |          | nd /nd/  |                | nj /ɲɟ/~/ndʒ/ | ng /ŋɡ/  |        |
| Oclusiva    | Implosiva     | b /ɓ/    |               |          | d /ɗ/    |                | j /ʄ/         | g /ɠ/    |        |
| Oclusiva    | Sorda         | p /p/    |               |          | t /t/    | ch /tʃ/        |               | k /k/    |        |
| Oclusiva    | Aspirada      | p (/pʰ/) |               |          | t (/tʰ/) | ch (/tʃʰ/)     |               | k (/kʰ/) |        |
| Fricativa   | prenasalizada |          | mv /ɱv/       |          | nz /nz/  |                |               |          |        |
| Fricativa   | sonora        |          | v /v/         | dh (/ð/) | z /z/    |                |               | gh (/ɣ/) |        |
| Fricativa   | sorda         |          | f /f/         | th (/θ/) | s /s/    | sh /ʃ/         |               | kh (/x/) | h /h/  |
| Aproximante | rótica        |          |               |          | r /r/    |                |               |          |        |
| Aproximante | lateral       |          |               |          | l /l/    |                |               |          |        |
| Aproximante | semivocal     |          |               |          |          |                | y /j/         | w /w/    |        |

## Vocabulario

### Frases útiles
- Samahani, kuna mtu anayezungumza kihispania?: ¿Perdona, hay alguien que hable español?

### Neologismos
- askari: guardia (del árabe `askarī 'soldado')
- baisikeli: bicicleta (del inglés bicycle)
- bendera: bandera (del portugués bandeira)
- daktari: médico (del inglés doctor)
- hoteli: hotel (del inglés hotel)
- kadi: tarjeta (del inglés card)
- kondom: condón (del inglés condom)
- konyagi: licor de caña (del francés cognac)
- krismasi: Navidad (del inglés Christmas)
- limau: limón (del portugués limão)
- meza: mesa (del portugués mesa)
- nanasi: piña (del portugués ananas)
- picha: fotografía (del inglés picture)
- polisi: policía (del inglés police)
- safi: limpio (del árabe sāfī 'puro')
- vinyo: vino (del portugués vinho)

Nota: una gran parte del vocabulario proviene del árabe, del inglés o del portugués, por razones históricas, económicas y colonizadoras. La mayor parte de los extranjerismos terminan en -i, lo cual los hace fácilmente identificables.

### Comida/útil
- baridi: frío (del árabe bārid)
- chai: té (del árabe shāy)
- chakula: comida
- chumvi: sal
- kahawa: café (del árabe qahwa)
- nyama: carne
- sukari: azúcar (del árabe sukkar)

### Animales
- chui: leopardo
- duma: guepardo
- jogoo: gallo
- kiboko: hipopótamo
- nugu: babuino
- popo: murciélago
- pweza: pulpo
- simba: león
- sokwe: chimpancé
- tembo: elefante

### Gramaticales
- chache zaidi: menos
- sasa: ahora
- zaidi: más (del árabe ziyāda)

### Útiles
- choo: aseo
- chumba: habitación
- dala dala: autobús
- hoteli ya chakula: restaurante
- jua kali: mucho sol
- meza: mesa
- mtoto: niño
- rafiki: amigo (del árabe rafīq, 'compañero')

### Colores
- nyeupe: blanco
- nyeusi: negro
- blu: azul (del inglés blue)

Nota: en suajili se diría rangi ya blu (color de azul).

### Diversas
- bendera, mabendera: bandera, banderas
- Hakuna matata / Hakuna matatizo / Hamna matatizo: No hay problema
- Pole pole: Más despacio
- Asante sana: Muchas gracias

### Números
- cero: sifuri (del árabe sifar)
- uno: moja
- dos: mbili
- tres: tatu
- cuatro: nne
- cinco: tano
- seis: sita (del árabe sitta)
- siete: saba (del árabe saba`a)
- ocho: nane
- nueve: tisa (del árabe tisa`)
- diez: kumi
- once: kumi na moja
- veinte: ishihirini (del árabe `ishrīn)
- primero: a kwanza
- segundo: a pili

### Direcciones
- kulia: derecha.
- kushoto: izquierda.
- kilomita: kilómetro.

### Vehículos
- dala dala: autobús / furgoneta de transporte de viajeros.
- forbaifor: todo-terreno (del inglés four by four: 4x4).
- gari: coche (del hindi gāṛī).
- mafuta: gasolina.
- pikipiki: moto.

### Verbos
- kuhitaji: necesitar (nahitaji: necesito, sihitaji: no necesito).
- kusema: hablar.
- kuwika: saludar.

Nota: como se explicará más adelante, el prefijo ku- indica que el verbo está en infinitivo.

### Meses
- januari: enero
- februari: febrero
- machi: marzo
- aprili: abril
- mei: mayo
- juni: junio
- julai: julio
- agostai: agosto
- septemba: septiembre
- octoba: octubre
- novemba: noviembre
- desemba: diciembre

Nota: todos los meses son anglicismos, pero también existe otra forma de llamar a los meses, como por ejemplo mwezi ya pili, segundo mes, literalmente.

## Gramática

### Sustantivos[24]
Los nombres en suajili se agrupan en ocho clases:
- Clase 1: clase M-WA (mtu - watu: persona - personas). Salvo una o dos excepciones, se usa para seres humanos. Los nombres pertenecientes a otras clases usan esta concordancia cuando se refieren a humanos o animales.
- Clase 2: clase M-MI (mti - miti: árbol - árboles). Se refiere a cosas; los árboles y plantas se incluyen en esta clase.
- Clase 3: clase N- (njia - njia: camino - caminos). Incluye los nombres de la mayoría de animales, de algunos frutos y un gran número de nombres no bantúes. El plural y el singular tienen la misma forma. La n- inicial produce modificaciones en la letra que la sigue. Se mantiene ante -n, -d-, -g-, -j- y ante -z-. Cambia a ny- ante vocal y a m- ante -b-, -p-, -v- y ante -w-. Nl- y nr- cambian a nd-.
- Clase 4: clase KI-VI (kitu - vitu: cosa - cosas). Se refiere a cosas concretas. Los sustantivos de otras clases pueden adoptar el prefijo de esta para formar diminutivos (mfuko - kifuko: bolsa - bolsita) o indicar algún tipo de disminución (kipofu: persona ciega). En el caso de monosílabos se usa el prefijo kiji- para evitar confusiones (mto - kijito: río - arroyo). Ki- ante vocal salvo i cambia en ch-, por lo que la mayoría de los nombres que empiezan por ch- pertenecen a esta clase.
- Clase 5: clase MA (yai - mayai: huevo - huevos). No tiene prefijo para el singular, excepto cuando la raíz empieza por vocal o es un monosílabo, en cuyo caso se usa ji- (jibu - mabu: respuesta - respuestas). Contiene muchas voces de origen no bantú. La distribución de esas voces entre las clases N- y MA no está siempre bien establecida; hay casos en que se usan de uno u otro modo según el hablante. Los sustantivos de otras clases pueden adoptar el prefijo de esta para formar aumentativos (mtu - watu frente a jitu - majitu: hombre - hombres frente a gigante - gigantes).
- Clase 6: clase U-. Consta de nombres que empiezan por u- o por w- seguida de vocal. La mayoría son nombres abstractos o de substancias, que carecen de plural (uhuru - libertad; unga - harina). El resto forma el plural conforme a la clase N- (uzi - nyuzi: cuerda - cuerdas).
- Clase 7: clase PA-. Contiene una sola palabra: mahali (lugar). Aunque la palabra en sí no empieza por pa-, sus adjetivos concordantes sí lo hacen.
- Clase 8: clase KU-. Contiene los infinitivos verbales (kuimba - cantar). Ante vocal distinta de i toma la forma kw-.

No existe artículos, ni determinados ni indeterminados.
Las clases influyen en la formación del singular y el plural:
Mtoto anawika bwana (El niño saluda al señor).
Watoto wanawika bwana (Los niños saludan al señor).
Mtoto anamkia mabwana (El niño saluda a los señores).
Watoto wanamkia mabwana (Los niños saludan a los señores).

### Verbos
El infinitivo se forma con el prefijo ku-: kusema (hablar).
El presente es el infijo -na-: Mimi ninawika mama (Yo saludo a la señora).
La primera sílaba indica la persona: Mimi ninasema kiswahili (Yo hablo suajili); Unasema kiswahili (Hablas suajili).

## Cultura popular
En las novelas y películas de exploradores en la selva, como por ejemplo las series de Tarzán, se utiliza frecuentemente el suajili aunque no siempre con significados correctos. Por ejemplo, bwana (señor), simba (león) suelen utilizarse con su significado; sin embargo, Tarzán utiliza la expresión angawa (contratiempo) sin relación aparente con su significado.
La letra de la popular canción «Aie a Mwana» (escrita en 1971, pero conocida por su versión del grupo Bananarama del año 1981) está escrita íntegramente en suajili.
En el sencillo «Liberian Girl» de Michael Jackson del año 1987 la introducción que se repite a lo largo de la canción es una frase en suajili: «Nakupenda pia, nakutaka pia, mpenzi wee!» que significa «Te amo también, te quiero también, ¡mi amor!», aunque la lengua no se habla en Liberia, país ubicado a más de 5 000 km de la zona suajili.
En el año 1994, la factoría Disney dio inicio a la saga de El Rey León, películas de animación que, basadas en las obras de Shakespeare Hamlet y Romeo y Julieta, cuentan las aventuras del joven Simba, cachorro de león heredero del reino. En dicha película, se usaron un gran número de palabras íntegras sin traducir del suajili que, tanto en su época como a partir de entonces, permanecieron en boca de la sociedad, incluso a pesar de desconocer el idioma en sí: simba («león»), rafiki («amigo»), kovu («cicatriz»), Hakuna matata («No hay problemas»), entre otras.
El compositor Christopher Tin creó para el videojuego Civilization IV la canción «Baba Yetu» que también es la canción debut de su álbum «Calling All Dawns». La letra corresponde al Padre Nuestro en suajili.
En el videojuego Resident Evil 5, los enemigos comunes son llamados «Majinis» y hablan en suajili.
En el videojuego Genshin Impact, en la región de Natlan el nombre del viajero al terminar la misión de Arconte, su nombre antiguo es «Tumaini», que significa esperanza en suajili.